# Miguel Ángel Mateos Rodríguez

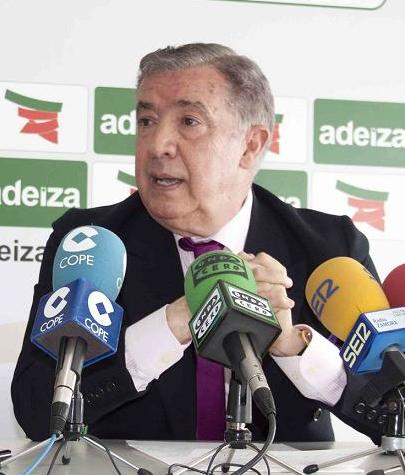

Miguel Ángel Mateos Rodríguez fue un historiador y político español. Nacido en Zamora el 12 de noviembre de 1942, y falleció el 4 de marzo de 2025 a los 82 años, tras su delicado estado de salud. Estudió Filosofía y Letras en la Universidad Complutense de Madrid. Tras opositar, ejercería la docencia principalmente en el Instituto de Educación Secundaria María de Molina de Zamora, del que durante muchos años fue director. En 1980, la Academia de la Historia lo hizo correspondiente por Zamora. Fue nombrado en 1981 director provincial de Cultura. En 1983 fue elegido presidente del Instituto de Estudios Zamoranos Florián de Ocampo, que inició entonces su actividad, cargo que desempeñaría hasta 1996, cuando pasó a ser impulsor de la Fundación Rei Afonso Henriques. Defendió su tesis doctoral en 1987 en la Universidad Complutense de Madrid bajo el título “Zamora en la II República. Comportamientos y actitudes de una sociedad tradicional”. En 2003 dio el salto a la política de la mano de la Agrupación de Electores Independientes Zamoranos, siendo concejal del Ayuntamiento de Zamora entre 2003 y 2015, además de diputado provincial durante una breve etapa.
Se ha especializado a lo largo de su carrera en la historia de la provincia de Zamora contemporánea, escribiendo varios libros y artículos al respecto.Es especialmente conocido en Zamora por su participación en todo tipo de movimientos culturales o reivindicativos en la provincia y ciudad de Zamora,  siendo una personalidad imprescindible dentro del movimiento zamoranista en todas sus vertientes. En 2021 recibió un homenaje en su ciudad mediante la realización de un acto de reconocimiento de su figura y la edición de un libro de semblanzas de su persona y artículos científicos.

## Obras
Algunas de sus obras son:
- Elecciones y partidos en Albacete durante la II República 1931-1936: análisis demográfico, actividad económica, sociología electoral y comportamiento político, escribe en colaboración con José Sánchez Sánchez, Albacete : Los autores, imp. 1977. ISBN 84-400-3221-8
- Ramón Álvarez, 1825-1889: biografía de un imaginero en la Zamora del siglo XIX, escribe el libro en colaboración con José Andrés Casquero Fernández, Jesús Urrea Fernández, Ramón Álvarez, publicado en Zamora : Comisión Homenaje a D. Ramón Álvarez, 1989. ISBN 84-505-7900-7
- Esteban, Zamora : Diputación, D.L. 1992. ISBN 84-87066-13-5
- Zamora en la II República. Comportamientos y actitudes de una sociedad tradicional, Zamora, 1995, Instituto de Estudios Zamoranos Florián de Ocampo. ISBN 84-86873-56-8
- Zamora: entre la agonía y la esperanza, Salamanca: CELYA, 2003. ISBN 84-95700-35-2
- Historia de la Diputación Provincial de Zamora: una etapa decisiva (1875-1950), 2017, Diputación Provincial de Zamora, Instituto de Estudios Zamoranos "Florián de Ocampo". ISBN 978-84-96100-88-6